# Yttreviken
Yttreviken är en sjö i Skellefteå kommun i Västerbotten och ingår i Skellefteälvens huvudavrinningsområde. Sjön har en area på 0,0538 kvadratkilometer och ligger 1,9 meter över havet.

## Delavrinningsområde
Yttreviken ingår i det delavrinningsområde (718989-175369) som SMHI kallar för Utloppet av Yttre-Viken. Medelhöjden är 12 meter över havet och ytan är 0,42 kvadratkilometer. Räknas de 2 avrinningsområdena uppströms in blir den ackumulerade arean 7,98 kvadratkilometer. Vattendraget som avvattnar avrinningsområdet har biflödesordning 2, vilket innebär att vattnet flödar genom totalt 2 vattendrag innan det når havet efter 1,8 kilometer. Avrinningsområdet består mestadels av skog (36 procent). Avrinningsområdet har 0,05 kvadratkilometer vattenytor vilket ger det en sjöprocent på 12,2 procent. Bebyggelsen i området täcker en yta av 0,18 kvadratkilometer eller 44 procent av avrinningsområdet.